# سیارک ۱۷۰۸۶
سیارک ۱۷۰۸۶ (به انگلیسی: 17086 Ruima، نامگذاری:1999JH18) هفده هزار و هشتاد و ششمین سیارک کشف شده‌است که در ۱۰ مه ۱۹۹۹ کشف شد.
قدر مطلق سیارک برابر ۱۵.۵ است.